# Fanboy and Chum Chum
Fanboy and Chum Chum (no Brasil, Fanboy & Chum Chum) foi uma série animada computadorizada americana da Nickelodeon Animation Studios em parceria com a Frederator Studios. É baseada na 1ª série de curta da Random! Cartoons chamada Fanboy. A série foi criada por Eric Robles e dirigida por Brian Sheesley e Jim Schumann. Estreou em 6 de novembro de 2009 na Nickelodeon. Uma pré-estreia do show foi exibida em 6 de novembro de 2009 depois do filme Sponge Bob's Truth or Square. A série é sobre Fanboy e Chum Chum, dois energéticos “super fãs” de ficção científica e fantasia. Eles têm figurinos de super-heróis com roupas íntimas e trajes fora do seu mundo e é cheio de aventuras e desventuras como nos quadrinhos.   
No Brasil, a série também já foi exibida na TV aberta pela Rede Bandeirantes (Band) no Band Kids, com sua estreia oficial na programação da Band em 2012.
A série atraiu 5,8 milhões de telespectadores nos Estados Unidos. O segundo episódio foi assistido por 5,4 milhões de telespectadores nos EUA.
Em Portugal, a série estreou no canal TVI e não na Nickelodeon Portugal.
O último episódio da série foi ao ar em 2014 e desde então nunca foi anunciada uma 3ª temporada, portanto presume-se que a série tenha sido encerrada.

## Recepção
Fanboy and Chum Chum detém atualmente um 2,5 na TV.com.
| Episódio                             | Aeração                 | Telespectadores (em milhões) |
| ------------------------------------ | ----------------------- | ---------------------------- |
| "Wizboy"                             | 6 de novembro de 2009   | 5.78                         |
| "The Janitor Strikes Back"           | 7 de novembro de 2009   | 5.42                         |
| "I, Fanboy" / "Berry Sick"           | 14 de novembro de 2009  | 3.80                         |
| "Chim Chomp Chumps" / "Precious Pig" | 28 de novembro de 2009  | 3.90                         |
| "The Hard Shell" / "Fanboy Stinks"   | 16 de janeiro de 2010   | 3.76                         |
| "Moppy Dearest"                      | 6 de fevereiro de 2010  | 4.27                         |
| "Total Recall" / "Refill Madness"    | 27 de fevereiro de 2010 | 3.71                         |

## Personagens

### Principais
- Fanboy - É um garoto maluco e fanático por gibis e figuras de ação de super-heróis a ponto de viver fantasiado feito um. Ele adora se aventurar junto de seu melhor amigo Chum Chum, é um grande fã do Homem-Ártico e adora Gelados Congelantes, um sorvete vendido no Frosty Mart. Fanboy veste uma máscara roxa com luvas, botas, uma camisa verde e uma cueca por cima das calças.
- Chum Chum - É o melhor amigo de Fanboy e seu ajudante. Sempre acompanha Fanboy em suas aventuras e assim como ele também é fã do Homem-Ártico e adora Gelados Congelantes. É mais jovem que Fanboy e os demais personagens do desenho, mas mesmo assim estuda na mesma sala que eles. Assim como Fanboy não tem poderes, embora demonstre ocasionalmente saber flutuar e inclusive ter ganhado poderes nos episódios "Fanamorado" e "O Incrível Chulk". Possui uma prima chamada Muk Muk. Veste uma camisa laranja com uma máscara, luvas e uma cueca por cima das calças.

### Secundários
- Kyle Bloodworth-Thomason - É um garoto bruxo que estuda na mesma escola que Fanboy e Chum Chum. Foi forçado a se mudar para aquela escola após um acidente na sua escola antiga transformando seu diretor num pudim. Odeia Fanboy e Chum Chum por achá-los irritantes e busca uma maneira de voltar a sua escola antiga tendo todas suas chances estragadas pelos dois. Mora num casarão obscuro e frequentemente recebe visitas indesejadas dos dois. Seu maior rival é Sigmund.
- Boohegard "Boog" Shlizetti - É o valentão e porteiro do Frosty Mart. Passa mais tempo jogando no fliperama da loja do que trabalhando, jogando seu amado jogo Chimp Chomp. Quando não está jogando ele está batendo nos clientes, em especial em Fanboy e Chum Chum. É completamente fanático pelo jogo do Chimp Chomp chegando a ir tão longe a namorar e levar a máquina do jogo para casa. Certa vez revelou ter crescido numa bolha de plástico devido as suas alergias. Aparentemente seu melhor amigo é o Lenny.
- Leonard "Lenny" Flynn-Boyle - É o gerente do Frosty Mart. É completamente sarcástico e detesta Fanboy e Chum Chum, assim como Kyle chegando a ir à loucura com eles embora os dois pensem ser amigos dele. Detesta seu emprego e de tudo para se ver livre dos dois na loja. Seu melhor amigo é o Boog.
- Osvald "Oz" Harmounian - Um homem maníaco por gibis e bonecos de ação amigo de Fanboy e Chum Chum. Mora num apartamento junto de sua mãe e seu bode de estimação. Trabalha numa loja de gibis, embora ele nunca os venda para ninguém coisa que sua mãe o obriga a fazer contra sua vontade. É obeso e um completo gênio em histórias em quadrinhos e super-heróis. Possui um primo chamado Prisvald que é o oposto dele.
- Sr. Hank Mufflin - É o professor de Fanboy e Chum Chum. É um homem severo, mas por vezes mais insano que os garotos capaz de aplicar os castigos mais absurdos nos seus alunos. Ele detesta Faboy e Chum Chum por achá-los seus alunos mais irritantes e muitas vezes é alvo das armadilhas deles. É um pouco velho e possui um olho de vidro capaz de soltar raios lasers. Tem um porquinho de estimação chamado Precioso a quem ele deixa seus alunos cuidarem de vez em quando.
- Homem-Ártico - É o super-herói favorito de Fanboy e Chum Chum, paródia do Homem de Gelo e do Batman. Ele vive num planeta gelado e possui poderes congelantes, cuja fonte são os Gelados Congelates. Seu maior arqui-inimigo é o Aquecedor Global, que tenta destruí-lo usando sua maior fraqueza: "o calor". Ele também age como Papai Noel distribuindo presentes pras crianças no natal.
- Máquina Chimp Chomp - Um robô vindo do futuro amigo de Fanboy e Chum Chum, paródia do Exterminador do Futuro. Ele criado por uma versão adulta do Fanboy a partir de uma máquina de fliperama do Chimp Chimp tendo voltado no tempo para ajudar Fanboy. Ele é capaz de viajar no tempo, além de ter várias funções como fazer dinheiro, soltar doces, entre outras coisas. Já chegou a namorar várias máquinas na série até encontrar sua esposa a "Sra. Chimp Chomp" também criada por Fanboy no futuro.
- Zelador Russ Poopatine - É o zelador macabro da escola de Fanboy e Chum Chum, paródia do Imperador Palpatine de Star Wars. Ele é um homem velho e pálido com um imenso capuz escuro de personalidade rude. Está sempre andando em uma cadeira robótica chamada Brenda, da qual é mostrada como seu grande amor. Seu maior ódio são as gomas de mascar.
- Yo - Uma colega de sala de Fanboy e Chum Chum. É uma garota agitada que mora num quarto rosa cheio de bichos de pelúcia e é loucamente apaixona pelo Chum Chum chegando por vezes a tentar tirá-lo do Fanboy. Ela possui vários bichinhos virtuais chamados Yamaguchi (paródia do Tamagotchi) como o gatinho Scampers.

### Outros
- Lupe - Uma colega de sala de Fanboy e Chum Chum. Uma amiga da Yo completamente apaixonada por Fanboy. É uma garota obesa com duas maria-chiquinhas em forma de pompons. Ela é também fominha chegando a bater em todos que tocam na sua comida.
- Chris Chuggy - Um colega de sala de Fanboy e Chum Chum. É um garoto obeso aparentemente incapaz de falar só sabendo se comunicar apenas por "Wah".
- Chimp Chomp é uma máquina de fliperama do Frosty's Martin da qual o Boog vive jogando. Possui um jogo paródia ao do Donkey Kong, contando com um macaquinho que deve se desviar das bananas lançadas pelo gorila no topo pegando as frutinhas. Em um dos episódios é revelado que se alguém apertar o botão do "Liberar Macaco" Chimp Chomp sairá do videogame e causará destruições na realidade.
- Agente Johnson - Um agente do FBI que trabalha na cidade em que Fanboy e Chum Chum mora fazendo inspeções. Ele também é o dono do Frosty Mart.
- Sra. Cram - Uma senhora rude, obesa e um pouco idosa que sempre faz gororobas horríveis pros alunos comerem. É bastante louca e insana chegando até mesmo a prender os alunos (até o Sr. Mufflin) na cantina se não comerem sua comida. Já foram apresentadas várias Sras. Crams no decorrer da série, todas iguais umas as outras.
- Fankylechum - Um colega de sala de Fanboy e Chum Chum. A princípio seu nome na verdade foi um erro numa carta escrita por Kyle para tentar tirar ele Fanboy e Chum Chum das aulas misturando sem querer seus nomes formando Fan (Fanboy), kyle (Kyle) e Chum (Chum Chum). Porém ao Sr. Mufflin ler a carta o garoto por fim apareceu numa confusão dos nomes.
- Duke é um colega de escola de Fanboy e Chum Chum. Ele tem 12 anos de idade. Apareceu em alguns episódios até agora. Já apareceu em "The Janitor Strikes Back", "Pig Precious" e "Night Morning". Ele também aparece em outros episódios. É alto, e usa um 5 na sua camisa e tem cabelo loiro. Dublado por Jeff Glen Bennett nos EUA.
- Michael Johnson - É um colega de escola, da classe de Fanboy e Chum Chum. Ele tem 11 anos de idade. Obviamente uma paródia de Michael Jackson, como ele tem uma calça de couro e camisa em base no "Thriller" e "Billie Jean" de Michael Jackson, ele grita com uma voz estridente dizendo "Hee-Hee!", e foi mesmo uma vez erroneamente chamado de "Michael Jackson", pela pressa de Fanboy e os outros. Ele é possivelmente amigo de Chris Chuggy e Kyle. Dublado por Wyatt Cenac nos EUA.
- Animais Yamaguchi da Yo - São animais de estimação de Yo e uma paródia do Tamagotchi (Scampers é um deles). Todos eles são dublados por Dee Bradley Baker nos EUA.
- Elfo Escritor - É um elfo que Kyle cria no "The Janitor Strikes Back" para fazer a sua lição de casa e outras coisas. Ele é visto nos outros episódios escrevendo notas para Kyle. É roxo e usa roupas de estopa, como as das pessoas na Idade Média. Ele também tem dentes de fanfarrão e orelhas pontiagudas. Também é um pouco desajeitado e é a coisa mais próxima de ser amigo de Kyle. Dublado por Jeff Glen Bennett nos EUA.
- Kyle Necronomicon - É um livro falante de magias que ajuda Kyle às vezes. Ele aparece em "Chicken Pox" e "Glop Little of Horrors". É dublado por Jeff Glen Bennett nos EUA.
- Precioso - É um porco de estimação da classe do Sr. Mufflin. Ele foi obtido através de um vendedor de porcos. Fanboy tenta ensinar-lhe artes marciais. Mesmo que fosse somente um personagem de tempo, ele faz 2 cenas breves em "Night Morning" no telhado, uivando como um lobo e tocando uma flauta doce. Também estava por perto quando Chum Chum estava montado num cavalo de estrelas douradas. Dublado por Dee Bradley Baker nos EUA.
- Sigmund - É o rival mais hábil e bem-sucedido da velha escola de Kyle, a Acadêmia Milkweed. Sigmund irá aparecer na 2a temporada da série no episódio intitulado "Sigmund the Sorcerer". Ele é o ídolo de Fanboy e Chum Chum por ter o seu próprio show de magia. Tem um cabelo branco, um uniforme escolar britânico e usa um longo casaco de couro e luvas sem dedos. Tem 11 anos.
- Berry o Monstro de Gelo - É uma pequena criatura rosa que vive no interior da máquina de Shakes Gelados Congelantes no Frosty Mart. Ele cria um hálito gelado com o uso dessa máquina. Em "Berry Sick", ele fica doente e não consegue produzir mais Shakes Gelados Congelantes. Fanboy e Chum Chum o raptam e fingem ser doutores para tentar curá-lo, quando na realidade, querem mantê-lo assim para que eles possam ter Shakes Gelados Congelantes. Ele também apareceu no piloto 8, embora neste aspecto foi bastante grande e mais monstruoso e não tinha pés, e foi criado a partir da combinação de Shakes Gelados Congelantes e um monsto de gelo-doce. Ele é dublado por Kevin Michael Richardson nos Estados Unidos.
- Conde Dr. Acula - É um cirurgião plástico vampiro, quando Chum Chum lhe ofereceu o pescoço quando Fanboy acreditava que ele era um vampiro. Chum Chum queria ser o seu companheiro imortal ao saber que os vampiros não são mortais. Chum Chum queria ter o pescoço mordido, então Fanboy também queria ser mordido para ser imortal junto com ele. No final do episódio, o Dr. Acula morde Fanboy uma segunda vez (tendo inconscientemente o mordido em algum momento no início do episódio), e Fanboy se trona um vampiro. Em seguida, ele morde Chum Chum e ele também se torna um vampiro. Dr. Acula ganhando personalidade irritante, Fanboy sentia o desejo de jogar vídeo game e beber Frosty Freeze Freeze, mas foi incapaz de controlar sua flatulência. Seu nome foi roubado de Scrubs. Ele lembra que Drácula foi destruído pelo sol da manhã, enquanto ele tenta voltar ao seu caixão, até agora fazendo ele o único bandido morto da série. Posteriormente Fanboy vira "Fangboy" de verdade e morde de novo o pescoço de Chum Chum. Eles andam no Marty Frosty e mordem Boog, provavelmente o transformando em vampiro. Ele é só visto em "Fangboy" devido a sua morte. Dublado por Jeff Glen Bennett nos EUA.
- Fanbot - É uma versão robótica do Fanboy que aparece no "I, Fanbot".
- Monster Mist é uma alucinação que Boog tem quando joga um vídeo game e para depois de 2 dias seguidos. Ele acredita que é um monstro, mas quando coloca os óculos, ele percebe que é apenas uma alucinação. No final do episódio, ele é comido por um monstro real. Ele também lembra Fanboy e Chum Chum sentados em cima de sua cabeça, mas era uma alucinação de Boog. Dublado por Jeff Glen Bennett nos EUA.
- Monstro Debaixo da Cama - É um monstro debaixo da cama de Fanboy e aparece no "Night Morning". É visto apenas por um breve segundo, e apenas os seus tentáculos são vistos. Dublado por Dee Bradley Baker nos EUA.
- Grandboy - É o avô de Fanboy. Embora ele não seja visto, é mencionado por Fanboy no "I, Fanbot". Ele provavelmente foi o Fanboy original.
- Scampers - É um dos animais de Yo Yamaguchi. Ele é um gato digital que deveria ser cuidado por Fanboy e Chum Chum no fim-de-semana, enquanto Yo estava na casa do seu primo (Yo é alérgica a gatos, embora Scampers ser digital). Mas a sua necessidade constante de biscoitos irritou Fanboy, que então ofereceu-lhe e causou o seu "desligamento" (que é a única forma de animais de estimação digitais morrerem). Ele mais tarde foi sepultado em um cemitério, que o transforma em um zumbi do mal, mas Fanboy e Chum Chum não percebem que ele voltou, depois que eles começaram a brincar e caçoar com o gato, dizendo que ele mesmo conduziu a sua morte (arremessando-o no vaso sanitário, pisando sobre ele, tentando cravá-lo em um cofre no teto, etc), Fanboy e Chum Chum tentam o enterrar mais. Eventualmente Yo veio e apontou que a dupla fizera Scampers virar um zumbi do mal. Enquanto Scampers funcionava, os perseguindo (mesmo que ele só tivesse 3 cm de altura), o Oz entrou com o martelo e o esmagou. Mais tarde, misteriosamente ele voltou (mesmo sendo enterrado no cemitério depois da confusão), só que desta vez muito, muito maior. Oz estava muito assustado no momento, mas sua mãe convenientemente entrou com um lote de biscoitos, e assim fugindo (embora o único que comeu foi Chum Chum). Dublado por Dee Bradley Baker nos EUA.
- Yum Yum - É uma criatura cicloptica de goma criada pelos fãs de Chum Chum. Ele é um dos seus melhores amigos, e aparece na sequencia da abertura. A voz é por John DiMaggio nos EUA.
- Fanman - É um super-herói de ficção, ele e Fanboy estão vestidos iguais. Ele apareceu no curta de 8 minutos chamado "Fanboy" da Random! Cartoons. Sua aparência é baseada no traje de Fanboy, porém, na série real, as referências a ele parecem ter sido substituídas pelo Man-Arctica. Seu arqui-inimigo é o Large Muscular Ice Monster. É dublado por Scott Grimes nos EUA.
- Sprinkles - É o urso da classe de Fanboy e Chum Chum. Ele era um filhote antes da série, mas agora é um urso pardo adulto. Ele também apareceu no episódio "Excuse Me", quando o Sr. Mufflin enganado por Kyle, Fanboy e Chum Chum lutam com ele e com o Elfo Srivener, quando ele estava atacando Fanboy como uma brincadeira de Chum Chum e Yo. Dublado por Dee Bradley Baker nos EUA.
- Stinks - É o mau cheiro que vem para a mão de Fanboy. Ele é mafioso e médio. Tem cogumelos para os olhos e é similar aos fantoches sobre Oobi.
- Thorvald The Red - É um viquingue que apareceu no episódio "Norse-ing Around" e saiu de um pop gelo enquanto Fanboy e Chum Chum foram pescar. Disse-lhes a sua história, que ele gostaria de ser levado a uma cidade antiga na Suécia. Na classe do Sr. Mufflin, argumentou que ele liderou uma batalha contra o viquingue em busca de ouro. Dublado por Dee Bradley Baker nos EUA.
- Muk Muk - É uma prima de Chum Chum. Ela é como Chum Chum, com uma máscara, mas tem rabo de cavalo e um vestido. Ela é de West Apetown. É mais física do que Chum Chum. Gosta de comer, e sempre diz Muk Muk.
- Crabulous: Destroyer of Worlds - É uma figura de ação, que é um caranguejo. Ele tem um vídeo de exercícios "Crabulous: Destroyer of Worlds", que é propriedade de Oz.
- Moppy - A esfregona que foi "namorada" de Fanboy. Ela não fala e as pessoas a veem como alguém real. Seus amigos só parecem ser Yo e Lupe. Poopatine Junior parece admirá-la.
- Cheech - É um menino da classe do Sr. Mufflin. Ele foi a primeira pessoa a dizer "Cocô!". Compara-se ao Zelador Poopatine e tem dentes de fanfarrão. Ele faz várias participações 'speciais no show. Poderia ser uma paródia de Cheech Marin.
- Nancy Pancy - É uma menina nerd da classe do Sr. Mufflin e pode ser amiga de Fanboy, Chum Chum e Chris Chuggy. Ela também faz participações especiais em vários episódios.
- Francine - É uma garota pop na classe do Sr. Mufflin. Fanboy acha que eles são melhores amigos, mas ela não considera isso. Ela apareceu nos episódios "Pick A Nose", "Precious Pig", "Fanboy Stinks", "Moppy Dearest", e "Night Morning".
- Sam - É a primeira garota loira da classe do Sr. Mufflin. Ela aparenta ser uma adolescente calma, mas pelo contrário, Sam está sempre buscando inovar coisas. Alguns colegas da classe a consideram "Maluca". Sam é apaixonada pelo Kyle, ela o acha interessante. Sam usa uma camisa preta com uma listra horizontal vermelha e mangas longas listradas, sua saia é roxa, ela também usa uma calça azul por baixo da peça. Sam usa tênis cor-de-rosa.
- Secret Shopper - É um gangster que aparece no "Hard Shell" onde comprou um pacote de picles. Ele é de uma máfia. Também já apareceu em "Secret Shopper", "Berry Sick" somente em uma aparição. Ele veste um smoking e cartola, e é dublado por Jeff Bennett. É um grande fã do Man-Arctica e tem os mesmos poderes do super-herói no final de "Secret Shopper", devido ao congelamento do Frosty Freeze Freeze que ele absorveu.
- Cheer - É uma líder de torcida (ou uma delas) da classe do Sr. Mufflin. Ela faz participações especiais em alguns episódios.
- Agent 8 - É um agente polvo de uma coleção que Oz coleciona e compra. Sua tinta é muito ácida. Fanboy e Chum Chum o tentam chocar várias vezes, em tempo de quase fazê-lo explodir.
- Cuppy - É um copo vivo de Frosty Freeze Freeze que Fanboy e Chum Chum o consideram como um animal de estimação. Boog e Lenny tentaram muitas vezes obtê-lo, longe daqueles que o descobriram antes para ser usado em uma repetição, mas falham.
- Cupzilla - É um gigantesco copo de Frosty Freeze Freeze, que Boog tentou obter para Fanboy e Chum Chum. É uma paródia de Godzilla.
- Miss Olive - É uma professora escolar que aparece em "Marsha Marsha Marsha". Ela também apareceu como professora de francês em "Excuse Me", com sotaque francês.
- Marsha - É um estudante que estava na classe de Fanboy, até Fanboy espirrar no seu ensaio fazendo-o tirar uma nota ruim.
- O Clone de Oz - É uma troca de paleta de Oz que apareceu como um dos "clientes" em "The Hard Shell".
- O Aquecedor Global - É um supervilão arqui-inimigo do Homem-Ártico, que aparecerá em "Star-Arctica". Ele é dublado por Jeff Bennett nos EUA.

## Dubladores
| Personagem | Dublador                                          | Dublador          | Dubrador      |
| ---------- | ------------------------------------------------- | ----------------- | ------------- |
| Fanboy     | David Hornsby                                     | Felipe Drummond   | Peter Michael |
| Chum Chum  | Nika Futterman Nancy Cartwright (episódio piloto) | Pamella Rodrigues | Maria Camões  |
| Yo         | Dyana Liu                                         | Tabata Portella   |               |
| Lupe       | Candi Milo                                        | Fabiola Martins   |               |
| Oz         | Josh Duhamel                                      | Júlio César       |               |
| Kyle       | Jamie Kennedy                                     | Gabriel Lopes     |               |
| Sr. Muffin | Jeff Bennett                                      | Reinaldo Pimenta  |               |

## Episódios
| Temporada | Temporada | Episódios | Exibição               | Exibição               |
| Temporada | Temporada | Episódios | Exibição original      | Exibição final         |
| --------- | --------- | --------- | ---------------------- | ---------------------- |
|           | Piloto    | 1         | 14 de agosto de 2009   | 14 de agosto de 2009   |
|           | 1         | 26        | 06 de novembro de 2009 | 14 de novembro de 2010 |
|           | 2         | 26        | 25 de abril de 2011    | 12 de julho de 2014    |